# Михаил Фаркашану
Михаил Фаркашану (Букурешт, 10. новембар 1907 — Вашингтон, 14. јул 1987) био је румунски новинар, дипломата и књижевник. Био је председник Националне либералне омладине од 1937. до 1946. године. Због својих антикомунистичких акција, био је прогоњен од стране румунских власти (а касније био и осуђен на смрт), па је 1946. године успео напустити земљу и преселио се у Сједињене Државе. Био је члан Румунског националног комитета (Comitetul Naţional Român) и Лиге слободних Румуна (Liga Românilor Liberi) где је изабран за председника 1953. године. Био је први менаџер радио станице Europa Liberă, секције за румунски језик. Његово најзначајније дело била је књига Лишће више није исто (Frunzele nu mai sunt aceleaşi), коју је објавио 1946. године под псеудонимом Михаил Вилара. За ово дело добио је награду Editura Cultura Națională.